# Euricius Cordus

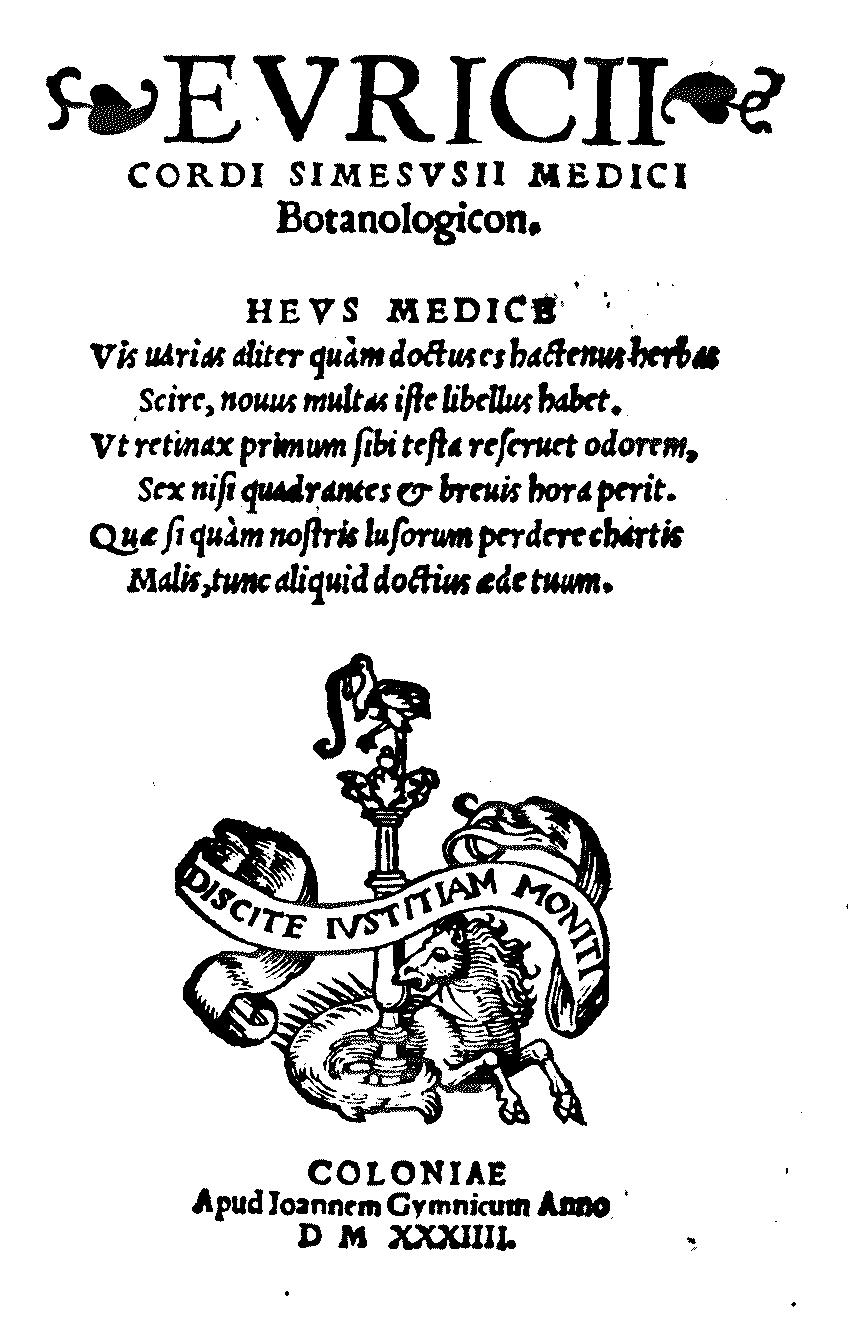
Frontispício da obra Botanologicon (1534)

Euricius Cordus (Henricus Ricius, Heinrich Ritze, Euricius Eberwein, Henry Urban) (* Simtshausen, perto de Wetter, 1486 - † Bremen, 24 de Dezembro de 1535), foi humanista, médico, botânico, poeta alemão.

## Vida
Euricius Cordus nasceu em Simtshausen, perto de Frankenberg, e seu nome de nascimento era Heinrich.  Desde jovem, Heinrich compunha poemas que assinava sob o pseudônimo de Ricius.  Um amigo e admirador lhe antepôs a partícula laudatória eu ao nome, e a partir desse momento passou a usar o pseudônimo de Euricius.  Como era o décimo terceiro e último filho de seus pais, recebeu o apelido de Cordus (em latim: o último), pelo que seria mais tarde conhecido sob esse nome: Euricius Cordus.
Recebeu a educação básica em Wetter e Frankenberg (Eder), indo mais tarde estudar na Escola Latina de Marburgo.  Em 1505 estudou na Universidade de Erfurt, tornando-se posteriormente reitor em Kassel.  Em 1513 volta a estudar em Erfurt e em 1516 recebe o diploma de Magister (Professor).  Em Erfurt, juntou-se a um círculo de amigos, tais como Eobanus Hessus, Mutianus Rufus (1470-1526) e Joachim Camerarius, O Velho.  Durante algum tempo foi também reitor do Seminário de Santa Maria em Erfurt.  Aos 33 anos (1519) decidiu estudar medicina em Ferrara, onde adquiriu o doutorado em Medicina em 1521.  Nessa profissão ficou rapidamente famoso, atuando como professor em várias universidades até a sua morte em Bremen.  A partir de 1523 trabalhou como médico na cidade de Braunschweig.  De certa feita, fez um poema para Carlos V onde ele se comprometia publicamente com a Reforma.  Em 1527 Filipe, O Magnânimo o convida para assumir a cadeira de Medicina da primeira universidade protestante em Marburgo, tendo sido duas vezes reitor da mesma universidade.  Como humanista, Euricius foi seguidor de Lutero e apoiou todos os esforços de Filipe I de Hesse com o objetivo de trazer o equilíbrio entre os teólogos luteranos e os seguidores de Zwingli. Devido ao seu espírito combatente, Cordus fez muitos inimigos.  Cordus escreveu numerosas obras médicas e era um ferrenho adversário das superstições.  Também se ocupou extensamente da Botânica, publicando uma importante obra chamada Botanologicon em 1534.  Contribuiu também para a formação científica de seu filho, o também botânico Valerius Cordus (1514-1554).

## Lutas e Conquistas
Para se sustentar na busca de suas conquistas, Euricius teve de dar aulas particulares, mas a sua franqueza de caráter lhe angariou alguns inimigos entre aqueles com pensamento menos liberal.  Em 1521 ele foi para a Itália onde se entregou de modo particular ao estudo da botânica colecionando e examinando inúmeras plantas raras, e diligentemente comparando-as com as descrições deixadas por Pedáneo Dioscórides.  Em Ferrara ele licenciou-se como Doutor em Medicina, indo posteriormente dar aulas em Erfurt e Marburg.  Em 1535, foi para Bremen, onde permaneceu até a sua morte, em 1533.  

## Obras
- Regiment wider den Englischen Schweiß (Freiburg im Breisgau, 1529)
- Publicação da versão latina de Tberiaca e Alexipharmica de Nicandro
- Botanologicon, sive Colloquium de Herbis (Colônia, 1534).
- De Abusu Uroscopirc (Frankfurt, 1546)
- Seus poemas em latim foram publicados em Deliciae Poetarum Germanorum.